# Soldadito Boliviano

Soldadito Boliviano est un poème de Nicolás Guillén sur la mort de Che Guevara et la trahison de ses frères sudaméricains (Boliviens) achetés par la CIA. Ce poème a été mis en musique par Paco Ibáñez et chanté à l'Olympia en 1969.